# Trzy kobiety (obraz Umberta Boccioniego)
Trzy kobiety (wł. Tre donne) – obraz olejny Umberta Boccioniego, namalowany w latach 1909–1910, przedstawiający trzy kobiety: matkę artysty, Cecilię (po lewej), jego siostrę Amelię (po prawej) i sympatię, Ines (pośrodku).
Obraz jest utrzymany w technice dywizjonizmu, której artysta hołdował w pierwszej dekadzie XX wieku.

## Okoliczności powstania
W pierwszej dekadzie XX wieku Boccioni tworzył w technice dywizjonizmu. Dywizjonizm, będący włoską odpowiedzią na francuski neoimpresjonizm, koncentrował się na uchwyceniu efektów światła poprzez zastosowanie pojedynczych plamek koloru, które nabierały kształtu dopiero z pewnej odległości. Wykorzystując swe doświadczenia wyniesione ze studiów pod okiem Giacoma Balli, Boccioni używał efektu światła, aby raczej rozcieńczać formę, niż podkreślać jej intensywność.

## Opis
Do obrazu pozowały matka i siostra Boccioniego oraz dodatkowa kobieta w środku, Ines, związana z nim uczuciowo. Malując obraz Boccioni odczuwał potrzebę zjednoczenia trzech osób, które w rzeczywistości ewidentnie nie dały się pogodzić. I na obrazie te trzy postacie mocno różnią się od siebie, tak pod względem fizycznym, kolorystycznym, oraz w sposobie, w jaki zostały ubrane. Grupę przenika wiązka światła, potraktowana przez Boccioniego jako korpuskularna substancja, która rozszerza się i przenika ciała kobiet. W tym świetlistym dynamizmie rozpoznać można emocje artysty, usiłującego znaleźć malarskie rozwiązanie rzeczywistych konfliktów. Przedstawienie kobiet w długich halkach stanowi zarazem ukłon w stronę futuryzmu, który eksplorował nagość.

## Odbiór i krytyka
Obraz został zaprezentowany latem 1910 roku na wystawie Permanente w Mediolanie. Gazeta La Provincia di Brescia zauważyła, że obraz Boccioniego jest dobry od strony technicznej, ale zły – od estetycznej. Corriere della Sera stwierdziła z kolei, że w ekspresji twarzy trzech kobiet Boccioni ujawnił swój zmysł spostrzegawczości. W 1911 roku obraz pokazano na wystawie Mostra d’Arte Libera, w której uczestniczyli futuryści. Krytyk sztuki Margherita Sarfatti wspominała w 1917 roku, iż Boccioni namalował swe płótno z niekonwencjonalnym luminizmem, nie w sztywnej formie włoskiego dywizjonizmu, lecz w formie żywej i elastycznej, złożonej z plastycznej emocji.
Obraz Trzy kobiety to jedno z ostatnich „dywizjonistycznych” dziel Boccioniego. Wyznacza on moment przejściowy w twórczości artysty, którego kolejny obraz, Miasto wychodzi cechować będzie eksplozja światła zmieszana z niepowstrzymanym, wirującym ruchem. Krytyk sztuki Maurizio Calvesi wyraził w 1967 roku sugestię o możliwym związku między luminizmem Boccioniego, w którym światło rozprasza się „niematerialnie jak fala na wodzie” a koncepcją Einsteina odnośnie do fizycznych właściwości światła.